# Volut
En volut er en spiralrullelignende ornamentering, der danner grundlag for den joniske orden og  findes i kapitælen af de joniske søjler. Den blev senere indarbejdet i den korintiske orden og den komposite ordens kapitæler. Der findes fire volutter på en jonisk kapitæl, otte på en komposit kapitæl og mindre udgaver (helix) på korintiske kapitæler.
Volutter benyttes i renæssance- og barokarkitektur og er en almindelig dekoration på møbler, sølv og keramik. En metode til at tegne volutter og anden kompleks geometri blev udarbejdet af den romerske arkitekt Vitruvius ud fra klassiske bygninger.